# 竹村和久
竹村 和久（たけむら かずひさ、1960年 - ）は、日本の心理学者。早稲田大学教授。

## 人物・来歴
京都府出身。同志社高等学校卒、1981年同志社大学経済学部卒、83年同文学部心理学科卒、88年同大学院博士後期課程満期退学、1992年京都工芸繊維大学大学院博士課程工芸科学研究科情報・生産科学専攻退学、1994年東京工業大学大学院総合理工学研究科システム科学専攻博士課程修了、「個人的意思決定の行動論的分析」で学術博士、2013年北里大学大学院医療系研究科修了、「描画の画像分析による心理評価法の開発」で医学博士。1989年光華女子短期大学講師、1992年筑波大学社会工学系講師、95年助教授、2002年早稲田大学文学部教授。2007年早大意思決定研究所所長。

## 著書
- 『意思決定の心理 その過程の探究』福村出版, 1996.2
- 『行動意思決定論 経済行動の心理学』日本評論社, 2009.10
- 『経済心理学 行動経済学の心理的基礎』 (心理学の世界）培風館, 2015.1

### 共編著
- 『感情と行動・認知・生理 感情の社会心理学』 (対人行動学研究シリーズ）土田昭司共編. 誠信書房, 1996.9
- 『新版SPSS X 4 (オプション編)』山本嘉一郎,小野寺孝義共著. 東洋経済新報社, 1999.9
- 『消費行動の社会心理学 消費する人間のこころと行動』 (シリーズ21世紀の社会心理学）編著. 北大路書房, 2000.11
- 『社会心理学の新しいかたち』 (心理学の新しいかたち）編著. 誠信書房, 2004.9
- 『産業・組織心理学 経営とワークライフに生かそう!』 (有斐閣アルマ）山口裕幸,高橋潔,芳賀繁共著. 有斐閣, 2006.4
- 『感情と思考の科学事典』北村英哉,住吉チカ共編, 海保博之,松原望 監修. 朝倉書店, 2010.4
- 『消費者行動論 購買心理からニューロマーケティングまで』守口剛共編著, 白井美由里, 新倉貴士, 神山貴弥, 丸岡吉人 [執筆]. 八千代出版, 2012.4
- 『社会心理学研究の新展開 社会に生きる人々の心理と行動』 (シリーズ21世紀の社会心理学 別巻) 大坊郁夫共編集. 北大路書房, 2014.3
- 『思いやりはどこから来るの? 利他性の心理と行動』 (心理学叢書) 日本心理学会監修, 髙木修共編. 誠信書房, 2014.3
- 『無縁社会のゆくえ 人々の絆はなぜなくなるの?』 (心理学叢書）日本心理学会監修, 髙木修共編. 誠信書房, 2015.1
- 『シリーズ〈行動計量の科学〉 6　意思決定の処方』藤井聡共著 朝倉書店, 2015.3

翻訳
- E・A・ウィルヘルムス, V・F・レイナ編著『神経経済学と意思決定 心理学,神経科学,行動経済学からの総合的展望 (認知心理学のフロンティア) 高橋英彦共監訳. 北大路書房, 2019.9